# Gollania turgens
Gollania turgens là một loài Rêu trong họ Hypnaceae. Loài này được (Müll. Hal.) Ando mô tả khoa học đầu tiên năm 1966.